# Ляодунский поход Сыма И
Ляодунский поход Сыма И (июнь — сентябрь 238) — поход генерала Сыма И из царства Вэй против сепаратистского государства Янь, завершившийся победой вэйских войск и полным уничтожением клана Гунсунь.

## Предыстория
В конце династии Хань на крайнем северо-востоке был создан округ Ляодун. Осенью 189 года ляодунским тайшоу был назначен местный уроженец Гунсунь Ду. Удалённость от центра позволила ему избежать хаоса, которым сопровождался конец династии Хань, он расширил подконтрольную ему территорию за счёт округов Лэлань и Сюаньту на территории современной Кореи, и объявил себя Ляодунским хоу. Наследовавший ему сын Гунсунь Кан создал в 204 году на новоприобретённых территориях округ Дайфан, и сохранил свою автономию, признав себя вассалом Цао Цао. Гунсунь Кан скончался примерно в то же время, когда последний ханьский император Сянь-ди отрёкся от трона в пользу Цао Пэя (сына Цао Цао), и новым правителем Ляодуна стал Гунсунь Гун — брат Гунсунь Кана, однако он был некомпетентным правителем, и в 228 году был свергнут Гунсунь Юанем — вторым сыном Гунсунь Кана.
Тем временем в Китае началась эпоха Троецарствия. Сосед Ляодуна — царство Вэй — было недовольно сменой власти на Ляодуне, и этим попытался воспользоваться соперник Вэй Сунь Цюань, основавший к югу от Вэй царство У. Поначалу Гунсунь Юань поддался на уговоры Сунь Цюаня, но затем решил, что лучше поддерживать мир с Вэй. Тогда Сунь Цюань решил договориться с корейским государством Когурё, но правитель Вэй также отправил своих послов в Когурё, и когурёский ван также предпочёл жить в мире с соседом.
Однако метания Гунсунь Юаня произвели плохое впечатление в Вэй. Ляодун прикрывал Вэй от набегов кочевников с северо-востока, и здесь нужно было иметь лояльного командующего. Назначенный в 236 году инспектором области Ючжоу (в которую входил округ Ляодун) Гуаньцю Цзянь в 237 году представил двору план вторжения в Ляодун. План был принят, и Гуаньцю Цзянь с войсками области Ючжоу, а также вспомогательными силами из числа сяньби и ухуаней, пересёк Ляохэ и вступил в сражение с силами Гунсунь Юаня в районе Ляосуя, но потерпел поражение и был вынужден отступить.
После этого Гунсунь Юань начал совершать противоречивые действия. С одной стороны он обратился к вэйскому двору с просьбой о прощении, но с другой — провозгласил себя правителем независимого государства Янь с девизом правления, который переводился как «продолжение Хань», что намекало на то, что Вэй не является законным преемником империи Хань. В 238 году вэйский двор приказал Сыма И покончить с сепаратистами.

## Ход событий
Сыма И выступил в поход из Лояна, имея 40-тысячное войско; его помощниками были Ню Цзинь и Ху Цзунь. В области Ючжоу к нему присоединились силы Гуаньцю Цзяня, в том числе вспомогательная сяньбийская конница во главе с Мохуба. Гунсунь Юань обратился за помощью к царству У, прося прощения за прошлый отказ. Вэйский правитель Цао Жуй был обеспокоен возможным вмешательством У, но советник Цзян Цзи уверил его, что Сунь Цюань вряд ли пойдёт на глубокое сухопутное вторжение, однако уский флот вполне может прийти на помощь Ляодуну, если Сыма И не будет действовать достаточно быстро.
В июне 238 года войска Сыма И подошли к Ляохэ, и Гунсунь Юань отправил Бэй Яня и Ян Цзо с основными ляодунскими силами к Ляосую, где они создали мощный укреплённый лагерь. Вэйские генералы хотели атаковать Ляосуй, но Сыма И рассудил, что это приведёт лишь к потере сил, в то время как то, что основная масса ляодунских войск сосредоточилась в Ляосуе, означает, что ляодунская столица Сянпин осталась практически незащищённой. Поэтому Сыма И отправил Ху Цзуня на юго-восток провести демонстрацию того, что, якобы, основные вэйские силы намерены атаковать ляодунский лагерь оттуда. Бэй Янь и его люди поспешили на юг, в то время как Ху Цзунь, скрывшись от них, пересёк реку и прорвался сквозь заслон Бэй Яня. Тем временем Сыма И тайно увёл основные вэйские силы на север, пересёк Ляохэ и, уничтожив за собой средства переправы, двинулся на Сянпин. Поняв, что его обманули, Бэй Янь с войсками поспешил на север, и нагнал Сыма И у горы Шоушань западнее Сянпина. Сыма И разгромил Бэй Яня и начал осаду ляодунской столицы.
В июле начались муссонные дожди, заставившие за год до этого отступить Гуаньцю Цзяня. Наводнение сделало невозможным полную блокаду города, и осаждённые посылали охотников за продовольствием. Однако Сыма И отказался слушать советы об отступлении и даже казнил одного из офицеров, посмевшего высказать такое предложение. В столицу посыпались жалобы, но император Цао Жуй объявил о своём полном доверии Сыма И.
Когда дожди закончились и вода спала, Сыма И поспешил начать осадные работы по всем правилам. Осаждающие применяли всю известную технику осады того времени, и их действия застали осаждённых врасплох; ряд генералов Гунсунь Юаня перешла на сторону Сыма И. Ван Когурё прислал несколько тысяч человек на помощь вэйской армии. 3 сентября над городом показалась комета, что посчитали символом грядущих несчастий, и Гунсунь Юань отправил к Сыма И парламентёров чтобы обсудить условия сдачи. Однако Сыма И казнил двух посланников и потребовал безоговорочной капитуляции. 29 сентября голодающий Сянпин пал.
Гунсунь Юань и его сын Гунсунь Сю с несколькими сотнями всадников прорвались из окружения и бежали на юго-восток. Основная масса вэйской армии бросилась в погоню, и убила отца с сыном на берегу реки Ляншуй. Голова Гунсунь Юаня была отправлена в Лоян и выставлена на всеобщее обозрение. Для атаки с моря Лэлана и Дайфана был отправлен отдельный флот под командованием Лю Синя и Сяньюй Сы, и все бывшие владения Гунсунь Юаня были покорены.

## Итоги и последствия
В Сянпине Сыма И казнил всех, кто занимал должности в сепаратистском государстве Гунсунь Юаня (1-2 тысячи человек); также было казнено 7 тысяч человек в возрасте старше 15 лет из числа тех, кто служил в армии Гунсунь Юаня. После этого он простил выживших, посмертно реабилитировал Лунь Чжи и Цзя Фаня — ляодунских министров, выступавших против войны с Вэй — и освободил из заключения свергнутого Гунсунь Гуна. После этого он демобилизовал из армии солдат старше 60 лет (около тысячи человек) и ушёл вместе с армией.
Несмотря на то, что его экспедиция расширила население Вэй на 40 тысяч домохозяйств и 300 тысяч человек, Сыма И не побудил этих людей продолжить жизнь на границе, а напротив разрешил всем желающим вернуться в центральный Китай. В апреле-мае 239 года флот царства У под командованием Сунь И и Ян Дао разгромил вэйских защитников в южном Ляодуне, что побудило вэйский двор эвакуировать прибрежное население в Шаньдун. В то же время сяньбийскому вождю Мохуба и его людям в награду за участие в походе было разрешено поселиться в северном Ляодуне. Всё это привело к постепенному замещению китайского населения Ляодуна сяньбийцами, которые впоследствии основали здесь собственное государство.